# Andover (Illinois)
Andover é uma vila localizada no estado americano de Illinois, no Condado de Henry.

## Demografia
Segundo o censo americano de 2000, a sua população era de 594 habitantes. 
Em 2006, foi estimada uma população de 578, um decréscimo de 16 (-2.7%).

## Geografia
De acordo com o United States Census Bureau tem uma área de 
2,6 km², dos quais 2,6 km² cobertos por terra e 0,0 km² cobertos por água. Andover localiza-se a aproximadamente 235 m acima do nível do mar.

## Localidades na vizinhança
O diagrama seguinte representa as localidades num raio de 20 km ao redor de Andover. 